# IC 1237
IC 1237 је спирална галаксија у сазвјежђу Змај која се налази на листи објеката дубоког неба у Индекс каталогу.
Деклинација објекта је + 55° 1' 37" а ректасцензија 16h 56m 15,9s. Привидна величина (магнитуда) објекта IC 1237 износи 13,6 а фотографска магнитуда 14,4. Налази се на удаљености од 145,280 милиона парсека од Сунца. IC 1237 је још познат и под ознакама UGC 10621, MCG 9-28-10, CGCG 277-16, IRAS 16552+5505, PGC 59280.